# 10934 Pauldelvaux
10934 Pauldelvaux este o planetă minoră (asteroid), cu un diametru de 17,39 km, din centura de asteroizi. A fost descoperită pe 27 februarie 1998 la Observatorul European Austral de Eric Walter Elst și a fost numită după Paul Delvaux. 
Obiectul prezintă o orbită caracterizată de o semiaxă mare de 3,2143085 UAi, o excentricitate de 0,07, o înclinație de 3,51796 ° în raport cu ecliptica.